# Linia H metra w Buenos Aires
Linia H – linia metra w Buenos Aires otwarta w dniu 18 października 2007, rozciągająca się aktualnie (maj 2018) na długość 8 km między stacjami Hospitales i Facultad de Derecho. Jest to pierwsza całkowicie nowa linia po linii E, zbudowanej pod koniec lat 40. XX w. Według planów, linia ma mieć długość 11 km i prowadzić z dworca Retiro i Nueva Pompeya. Korzysta z niej 100 tysięcy pasażerów dziennie. Najnowsza stacja to Santa Fe, otwarta w 2016 roku, umożliwiająca przesiadkę na linię D